# Береславка (Волгоградская область)
Береславка — посёлок в Калачёвском районе Волгоградской области России. Административный центр Береславского сельского поселения.

## География
Расположен на южном берегу Береславского водохранилища в системе Волго-Донского канала.
Расстояние до Волгограда — около 20 км на восток, до райцентра Калач-на-Дону — около 45 км на запад.
Абсолютная высота 72 метра над уровня моря, по другим данным — 67 метров

## Население
| 2002 | 2010  | 2021  |
| ---- | ----- | ----- |
| 4806 | ↘4616 | ↘3931 |

Гендерный состав
По данным Всероссийской переписи населения 2010 года в гендерной структуре населения из 4616 человек — 2088 мужчин, 2528 женщин (45,2 и 54,8 % соответственно).
Национальный состав
Согласно результатам переписи 2002 года, в национальной структуре населения
русские составляли 80 % из общей численности населения в 4806 человек.

## Инфраструктура
В посёлке действует речной порт, отделение сбербанка, средняя школа, православная церковь во имя «Введения во храм Пресвятой Богородицы».
26 сентября 2022 года в посёлке сгорело здание, в котором располагались администрация и военно-учётный стол. Местные жители связывают пожар с протестом против мобилизации.

## Транспорт
Водный и автомобильный транспорт.
Ближайшая железнодорожная станция — Карповская Приволжской железной дороги — около 10 км.
Стоит на автодороге 18К-15 (Западный объезд Волгограда).
| Населенные пункты, указатели         | Кило- метраж |
| ------------------------------------ | ------------ |
| ВОЛГОГРАД                            | 0            |
| ж/д ст.ЧАПУРНИКИ                     | 6            |
| им.19-го Партсъезда                  | 7            |
| СОЛЯНОЙ                              | 14           |
| ЧЕРВЛЁНОЕ                            | 20           |
| ВОЛГО-ДОНСКОЙ СУДОХОДНЫЙ КАНАЛ       | 22           |
| НАРИМАН                              | 33           |
| ЗАРЯ                                 | 40           |
| ПАРХОМЕНКО                           | 44           |
| БЕРЕСЛАВКА                           | 50           |
| ОТДЕЛЕНИЕ №2                         | 63           |
| СВЕТЛОЯРСКИЙ РАЙОН КАЛАЧЁВСКИЙ РАЙОН | 67           |
| КОМСОМОЛЬСКИЙ                        | 70           |
| МАРИНОВКА М21                        | 75           |
| ОКТЯБРЬСКИЙ                          | 100          |
| СТЕПНОЙ                              | 150          |
| БУЗИНОВКА                            | 162          |